# Rex sacrorum
Rex sacrorum (свештени краљ) била је највиша свештеничка функција у периоду Римске републике.

## Функција
Rex sacrorum је био биран од стране куријатске комиције и то доживотно. У редоследу понтифика налазио се чак и испред понтифекса максимуса. Први познати Rex sacrorum је био Марко Папирије који је изабран да брине о светим стварима о којима су се раније бринули краљеви. Rex sacrorum се бринуо и о жртвама на одређене празничне дане. Сваког деветог у месецу (ноне), објављивао је празничне дане пошто би извршио жртвовање на Капитолу. Више је табуа који се односе на Rex sacrorum. У њих спада то да није смео гледати никакав рад, нити јахати коња, нокте које је секао закопавани су у земљу...